# Symplocos wynadense
Symplocos wynadense är en tvåhjärtbladig växtart som först beskrevs av Carl Ernst Otto Kuntze, och fick sitt nu gällande namn av Nooteboom. Symplocos wynadense ingår i släktet Symplocos och familjen Symplocaceae. Inga underarter finns listade i Catalogue of Life.